# Larry Martyn
Larry Martyn, född den 22 mars 1934 i London, död den 7 augusti 1994 i Kent, var en engelsk skådespelare som blev mest känd för sina komiska roller.

## Filmografi (urval)

### Filmer
- 1960 – För ung att älska – Bit Part
- 1961 – Hets i natten – andra pojken i hörnet
- 1963 – ...de kallblodiga – Teddy Boy
- 1966 – The Great St Trinian's Train Robbery – Chips
- 1975 – Nu tar vi romarna – elektriker
- 1981 – De sju knivarna – Omen III – orator

### TV-serier
- 1969–1972 – Krutgubbar – soldat/seglare/krigsfånge, 4 avsnitt
- 1972 – Herrskap och tjänstefolk – elektriker, 1 avsnitt
- 1973 – Busskisarna – Fred, 2 avsnitt
- 1984 – Kommissarie Maggie – minitaxichaufför, 1 avsnitt
- 1987 – Charmören – taxichaufför, 1 avsnitt

### Webbkällor
- Larry Martyn på Internet Movie Database (engelska)